# Skyum
Skyum er en lille by, der ligger i Thisted Kommune, der har eget sogn og kirke. Skyum har ca. 150 indbyggere; der findes en smedeforretning og Skyum Idrætsefterskole i byen.